# Europese sprintkampioenschappen zwemmen 1993
Gateshead trad op als gastheer van de derde editie van de Europese kampioenschappen sprint op de kortebaan (25 meter). Op het programma van het door de Europese zwembond LEN georganiseerde toernooi stonden slechts de ultrakorte zwemonderdelen, oftewel de 50- (rugslag, schoolslag en vrije slag) en de 100-meternummers (wisselslag). Het toernooi in de Engelse stad, ruim drie maanden na de Europese kampioenschappen langebaan (50 meter) in Sheffield, duurde drie dagen: van vrijdag 11 november tot en met zondag 13 november 1993. Namens Nederland vaardigde de KNZB drie zwemmers af: Inge de Bruijn, Wilco van den Akker en Ron Dekker.

## Medaillewinnaars (mannen)
50 meter vrije slag
1. Joakim Holmqvist (Zweden) 22,26
2. Vladimir Predkin (Rusland) 22,45
3. Silko Günzel (Duitsland) 22,45

50 meter rugslag
1. Patrick Hermanspann (Duitsland) 25,76
2. Tino Weber (Duitsland) 25,78
3. Zsolt Hegmegi (Zweden) 25,99

- 7: Wilco van den Akker (Nederland) 26,47

50 meter schoolslag
1. Vassily Ivanov (Rusland) 27,82
2. Ron Dekker (Nederland) 27,89
3. Mark Warnecke (Duitsland) 28,03

50 meter vlinderslag
1. Carlos Sanchez (Spanje) 24,04
2. Jan Karlsson (Zweden) 24,19
3. Vladimir Predkin (Rusland) 24,32

100 meter wisselslag
1. Ron Dekker (Nederland) 55,77
2. Indrek Sei (Estland) 56,07
3. Christian Keller (Duitsland) 56,14

4x50 meter vrije slag
1. Zweden 1.28,80
2. Duitsland 1.28,88
3. Kroatië 1.32,96

4x50 meter wisselslag
1. Zweden 1.39,54
2. Rusland 1.40,22
3. Duitsland 1.40,23

## Medaillewinnaars (vrouwen)
50 meter vrije slag
1. Sandra Völker (Duitsland) 25,55
2. Linda Olofsson (Zweden) 25,56
3. Annette Hadding (Duitsland) 25,79

- 6. Inge de Bruijn (Nederland) 26,25

50 meter rugslag
1. Sandra Völker (Duitsland) 28,26
2. Nina Zjivanevskaja (Rusland) 28,71
3. Andrea Kutz (Duitsland) 29,32

50 meter schoolslag
1. Sylvia Gerasch (Duitsland) 31,57
2. Peggy Hartung (Duitsland) 31,89
3. Karen Rake (Groot-Brittannië) 31,89

50 meter vlinderslag
1. Louise Karlsson (Zweden) 27,49
2. Svetlana Posdeyeva (Rusland) 27,88
3. Julia Voitowitsch (Duitsland) 27,91
4. Inge de Bruijn (Nederland) 28,11

100 meter wisselslag
1. Louise Karlsson (Zweden) 1.01,45
2. Ulrika Jardfelt (Zweden) 1.02,74
3. Sylvia Gerasch (Duitsland) 1.03,12

4x50 meter vrije slag
1. Zweden 1.41,27
2. Duitsland 1.43,08
3. Groot-Brittannië 1.46,04

4x50 meter wisselslag
1. Duitsland 1.53,26
2. Zweden 1.53,74
3. Groot-Brittannië 1.57,13

## Medailleklassement
| Plaats | Land                | Goud | Zilver | Brons | Totaal |
| 1      | Zweden              | 6    | 4      | 1     | 11     |
| 2      | Duitsland           | 5    | 5      | 7     | 17     |
| 3      | Rusland             | 1    | 4      | 1     | 6      |
| 4      | Nederland           | 1    | 1      | 0     | 2      |
| 5      | Spanje              | 1    | 0      | 0     | 1      |
| 6      | Verenigd Koninkrijk | 0    | 1      | 2     | 3      |
| 7      | Estland             | 0    | 1      | 0     | 1      |
| 8      | Kroatië             | 0    | 0      | 1     | 1      |
| Totaal | Totaal              | 14   | 16     | 12    | 42     |

Langebaan (50 meter):

Boedapest 1926 · 
Bologna 1927 · 
Parijs 1931 · 
Maagdenburg 1934 · 
Londen 1938 · 
Monte Carlo 1947 · 
Wenen 1950 · 
Turijn 1954 · 
Boedapest 1958 · 
Leipzig 1962 · 
Utrecht 1966 · 
Barcelona 1970 · 
Wenen 1974 · 
Jönköping 1977 · 
Split 1981 · 
Rome 1983 · 
Sofia 1985 · 
Straatsburg 1987 · 
Bonn 1989 · 
Athene 1991 · 
Sheffield 1993 · 
Wenen 1995 · 
Sevilla 1997 · 
Istanboel 1999 · 
Helsinki 2000 · 
Berlijn 2002 · 
Madrid 2004 · 
Boedapest 2006 · 
Eindhoven 2008 · 
Boedapest 2010 · 
Debrecen 2012 · 
Berlijn 2014 · 
Londen 2016 · 
Glasgow 2018 · 
Boedapest 2020 · 
Rome 2022

Kortebaan (25 meter):

Sprintkampioenschappen: Gelsenkirchen 1991 · 
Espoo 1992 · 
Gateshead 1993 · 
Stavanger 1994

Kortebaankampioenschappen: Rostock 1996 · 
Sheffield 1998 · 
Lissabon 1999 · 
Valencia 2000 · 
Antwerpen 2001 · 
Riesa 2002 · 
Dublin 2003 · 
Wenen 2004 · 
Triëst 2005 · 
Helsinki 2006 · 
Debrecen 2007 · 
Rijeka 2008 · 
Istanboel 2009 · 
Eindhoven 2010 · 
Szczecin 2011 · 
Chartres 2012 · 
Herning 2013 · 
Netanya 2015 · 
Kopenhagen 2017 · 
Glasgow 2019 · 
Kazan 2021 · 
Otopeni 2023